# يوسف أبو بكر يوسف
يوسف أبو بكر يوسف (بالإنجليزية: Yusuf Abubakar Yusuf)‏ هو سياسي نيجيري، ولد في 2 ديسمبر 1956 في نيجيريا. حزبياً، نشط في مؤتمر الجميع التقدميين النيجيري. وقد انتخب عضو مجلس الشيوخ في نيجيريا.